# رزية
رُزِّيَّة (الاسم العلمي: Oryzopsis) هي جنس نباتي يتبع فصيلة النجيلية من رتبة القبئيات. سمي برزية لأنه هيئته تُشبه الرز.